# ピエトロ・ロムアルド・ピロッタ

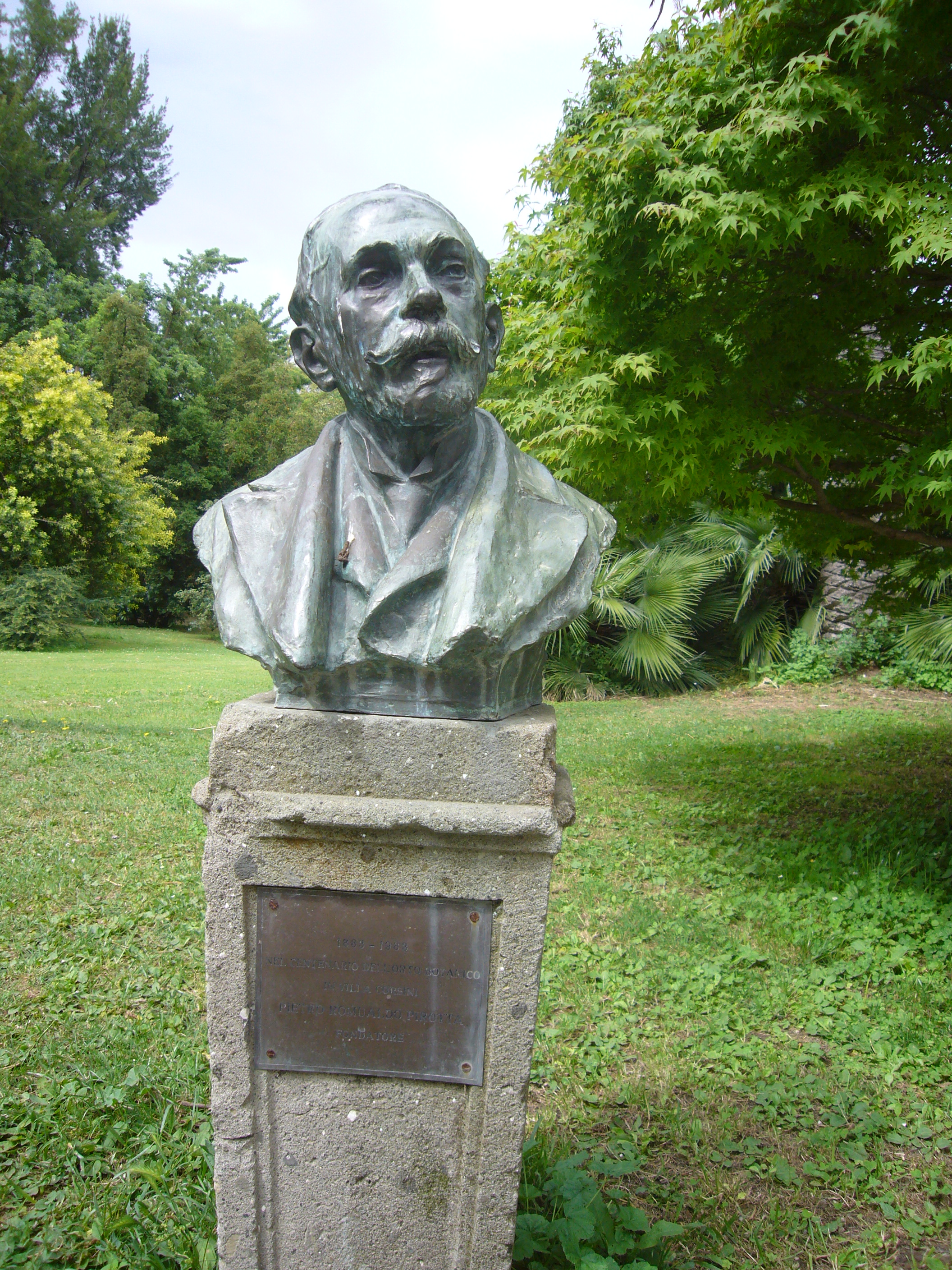
ローマ植物園の銅像

ピエトロ・ロムアルド・ピロッタ（Pietro Romualdo Pirotta、1853年2月7日 - 1936年8月3日）はイタリアの植物学者、博物学者である。

## 略歴
パヴィーアに生まれた。パヴィーア大学医学部に入学し、自然科学も学んだ。卒業後、ピストイアの高校で自然科学を教えた。1879年にストラスブール大学菌類研究所（ l'institut de mycologie de l'université de Strasbourg）に学び、イタリアに戻ってサッサリ大学とモデナ大学の教授職募集に合格したが、モデナ大学を選び、モデナ植物園の園長も務めた。1883年にローマ大学の生物学の教授職に招かれ、1928年までその職を続けた。植物園内に新しい植物研究所を設立し、研究所の年報を出版した。
研究分野は初期には、隠花植物および微生物の分野で研究しイタリアのブドウベト病の原因菌（Plasmopara viticola）を研究した。その後植物生理学、形態学に取り組み、実験遺伝学の分野にも取り組んだ。イタリアやアフリカの植物分類学の分野の研究も行った。アブルッツォ国立公園の指定にも貢献した。何度かイタリア植物学会の副会長、会長を務めた。
ススキノキ科の種、Aloe pirottaeなどに献名されている。